# Balança de Roberval

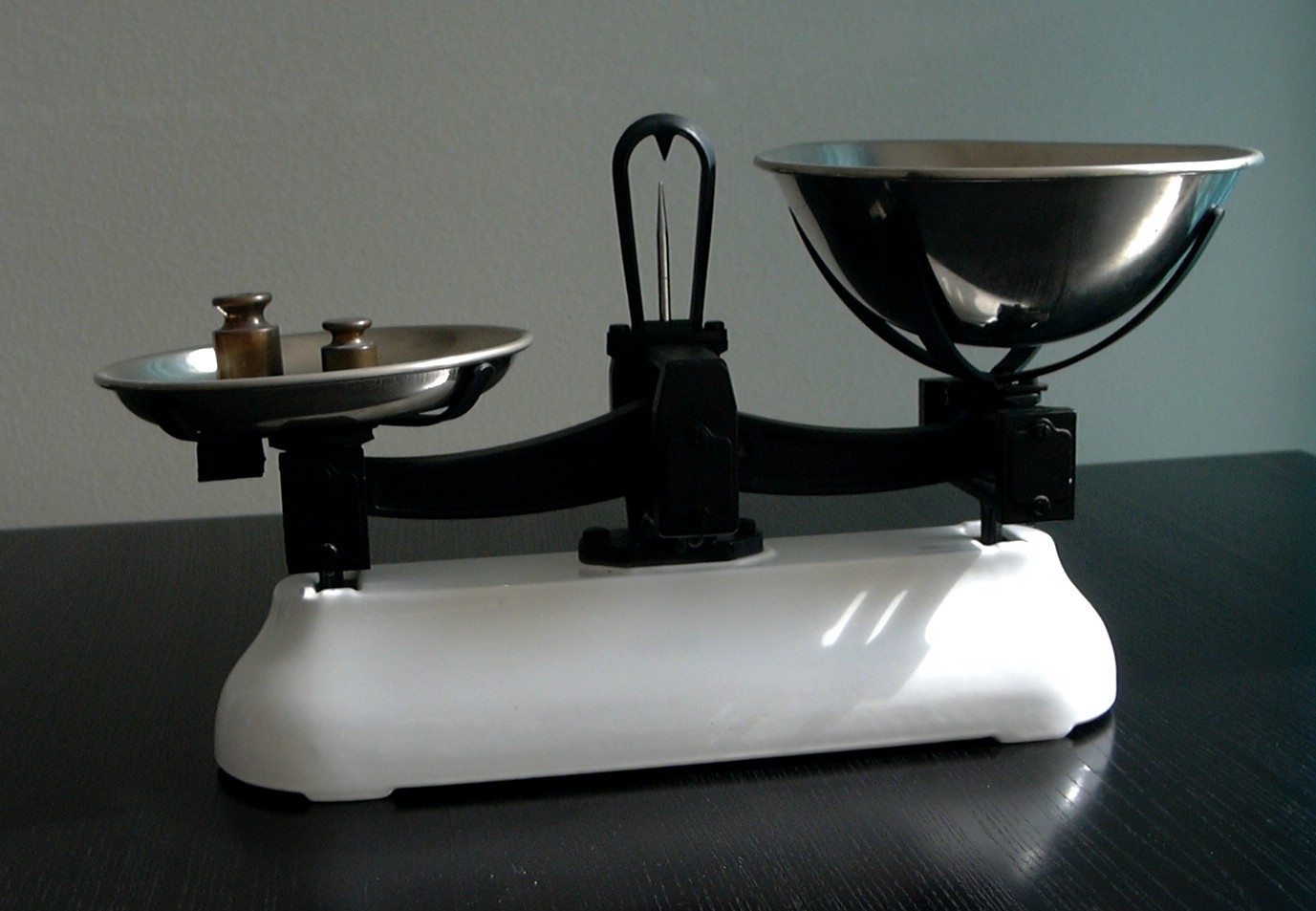
Antiga balança de Roberval

Balança de Roberval é um equipamento de medida de massa batizado com o nome de seu inventor Gilles Personne de Roberval, um matemático e físico francês. O invento foi apresentado na Academia Francesa de Ciências em 1669. É caracterizada pela presença de dois pratos, sustentados por uma haste. A medida da massa é comparativa e realizada através da colocação em um dos pratos de um objeto de massa conhecida e no outro coloca-se o objeto ou produto a ser avaliado, caso ocorra equilíbrio, as massas serão equivalentes. Sua sensibilidade e precisão são baixas comparadas com as balanças eletrônicas. O equipamento possui aplicação na culinária e farmácia de manipulação.